# Curt Weibull

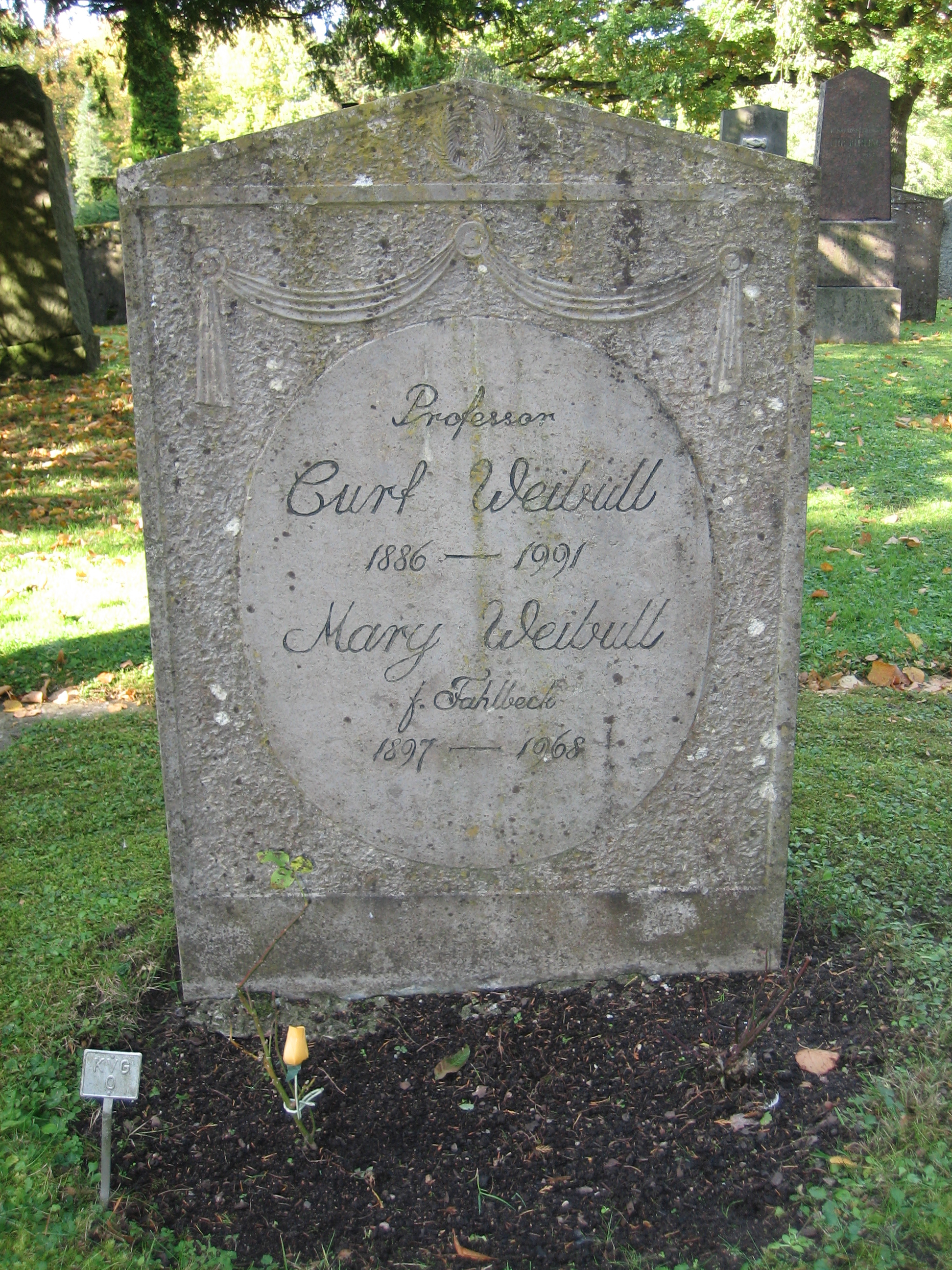
Curt Weibulls gravsten, på Norra kyrkogården i Lund

Curt Hugo Johannes Weibull, född 19 augusti 1886 i Lund, död 10 november 1991 i Göteborg, var en svensk historiker, professor vid Göteborgs högskola 1927–1953, samt dess rektor 1936–1946. Han var son till historieprofessor Martin Weibull och Sophie Winberg samt bror till historieprofessor Lauritz Weibull och arkivarie Carl Gustaf Weibull.

## Biografi
Weibull studerade vid Lunds universitet och lade 1915 fram sin avhandling Saxo: kritiska undersökningar i Danmarks historia från Sven Estridsens död till Knut VI. Tillsammans med brodern Lauritz blev han tidigt influerad av den källkritiska skola som växt fram i Tyskland under Leopold von Ranke. Tillsammans kritiserade de skarpt den dåvarande nationalistiskt präglade historieskrivningen och menade att endast sådant som var faktiskt vetbart skulle ligga till grund för historieskrivningen.
Under åren 1915 till 1921 framlade han ett antal mycket kritiska uppsatser, som angrep den svenska historieskrivningen runt 1000-talet för tradering, det vill säga att den byggde på uppgifter som överförts i flera led och förvanskats över tid.  Han menade att historieskrivare som Snorre Sturlasson och Saxo Grammaticus i alltför hög utsträckning hade använt isländskt sagomaterial baserade på muntliga källor, i förhållande till användningen av källor som runinskrifter, Vita Anskarii, Adam av Bremens Gesta Hammaburgensis ecclesiae pontificum, samt norsk-isländska skaldedikter. En av de händelser där han visar på motsägelser i de olika källorna är beskrivningen av Slaget vid Svolder.
År 1928 författade Curt Weibull en artikel om Drottning Kristinas abdikation, och 1931 en bok om hennes liv, och när Sven Stolpe år 1960 utgav ett verk i två band om densamma skrev han en artikel med titeln Om drottning Christinas trosskifte och tronavsägelse som gick till hårt angrepp mot Stolpe. Detta ledde till en omfattande polemik mellan Weibull och Stolpe. I stora drag handlade debatten om Weibulls ståndpunkt att Kristina var en starkt religiös person och att den katolska kyrkans källor om henne är tillförlitliga ställd mot Stolpes ståndpunkt att hennes abdikation föranleddes av ett starkt intresse för libertinismen vilken hon kunde närma sig som katolik.
År 1946 utnämndes han till hedersdoktor vid Aarhus universitet. och blev fil. hedersdoktor i Oslo samma år,  med. hedersdoktor i Göteborg 1953 och Dr Phil. h.c. i Köpenhamn 1965. Han var ledamot av Vetenskapssocieteten i Lund, Kungl. Humanistiska vetenskapssamfundet i Lund, Kungl. Samfundet för utgivande av handskrifter rörande Skandinaviens historia, Kungl. Vetenskaps- och Vitterhets-Samhället i Göteborg, Kungl. Gustaf Adolfs Akademien, Norske Vitenskaps-Akademi, Kungl. Vitterhets Historie och Antikvitets Akademien, Det Kongelige Danske Videnskabernes Selskab och Det kongelige danske Selskab for Fædrelandets Historie.  
Weibull mottog Göteborgs stads förtjänsttecken den 3 juni 1949.
Weibull var aktiv in i det sista. År 1986 då han var hundra år gammal skrev han en artikel i den danska Historisk Tidsskrift med anledning av Carsten Breengaards avhandling "Muren om Israels hus", och publicerade sin sista artikel vid 105 års ålder, under rubriken Medicinska högskolan och tillkomsten av Göteborgs universitet ingående i Profiler och projekt: Göteborgs universitet hundra år: aktuell humanistisk forskning (1991).
Weibull gifte sig 1920 med Märta Marie (Mary) Sofia Fahlbeck, född 1897 i Lund. De fick barnen historikern Jörgen Weibull samt Eskil och Christer Weibull. Curt Weibull är begravd på Norra kyrkogården i Lund.